# Bosques montanos de la Cordillera de la Costa
 Bosques montanos de la Cordillera de la Costa Es una ecorregión de bosque de montaña y selva nublada del bioma de Bosques Tropicales y subtropicales latifoliados húmedos, situados en la cordillera costera venezolana llamada Cordillera de la Costa, en el Mar Caribe al norte de Venezuela.
Los bosques montanos se componen de once enclaves, situados entre 600y 2.675 metros (2.000-8.776 pies) de altitud, en la cordillera costera venezolana al noroeste de la Cordillera de los Andes. Los bosques húmedos cubren un área de 14.300 kilómetros cuadrados (5.500 millas cuadradas).
La Cordillera costera venezolana, que es en realidad dos cordilleras paralelas, corre de este a oeste a través del norte de Venezuela,  separa la cuenca del río Orinoco al sur, del mar Caribe, al norte. El sistema montañoso se compone de dos secciones la oriental y occidental. La Cordillera de la Costa es una extensión al noreste de la Cordillera de los Andes, separada de la Cordillera de Mérida al suroeste por la depresión de Yaracuy.
La ecorregión alberga tres principales comunidades vegetales: bosques siempre verdes de hoja perenne de transición, bosques nubosos montanos y bosque enano montano superior, que están determinadas por la altitud y la exposición.